# Меслуб, Валид
Валид Меслуб (араб. وليد مسلوب‎, 4 сентября 1985) — алжирский футболист, полузащитник. Ныне тренер.

## Клубная карьера
Валид Меслуб начинал свою карьеру футболиста, выступая за французские любительские клубы «Версаль» и «Леваллуа». Летом 2007 года он перешёл в «Истр», а в январе 2010 года — в «Гавр». Летом 2014 года алжирец подписал контракт с «Лорьяном». 10 августа того же года он дебютировал в Лиге 1, выйдя на замену в гостевом поединке против «Монако». 5 декабря 2015 года Меслуб забил свой первый гол в Лиге 1, ставший победным в гостевой игре с «Тулузой».

## Карьера в сборной
17 ноября 2010 года Валид Меслуб дебютировал в составе сборной Алжира, выйдя на замену в гостевом товарищеском матче против команды Люксембурга.